# Tchouïozy
Tchouïozy (en russe : Чуйозы, ce qui signifie  « embouchure de la Tchouïa » en altaï) est un village de la république de l'Altaï, dans le raïon d'Ongoudaï en Russie. Sa population s'élevait à 46 habitants en 2016.

## Toponymie
Le nom du village provient des langues tibétaines, turques et chinois, plus particulièrement du mot tchoui ou tchou désignant le concept de l'eau ainsi que du mot oozy qui signifiait alors le cours de la rivière et les rives. Par contraction de ces deux mots, signifiant alors embouchure, cela a donné Tchouïozy, le nom du village.

## Histoire
Le territoire de Tchouïozy est fréquenté par l'homme depuis l'Antiquité par les peuples altaïques, et le territoire s'appelait alors « Tchui-Oozy ». Les traces archéologiques dans le village sont nombreuses, avec des tumulus de l'époque scythe (VIe – IIIe siècle av. J.-C.) sur la rive droite de la Tchouïa, mais aussi des gravures rupestres du complexe pétroglyphique de Kalbak Tash II datant de l'âge du bronze. Les anciennes inscriptions et dessins turcs datent des VIe – VIIIe siècle av. J.-C.
Cependant, ce n'est qu'en 2010 que le village est fondé par la loi de la République de l'Altaï du 24 juin 2010 no 28- RZ qui établit le village, et le 14 janvier 2013, une assemblée générale des résidents s'est tenue, avec  les 36 habitants présents qui ont voté à l'unanimité pour l'approbation du nom de leur colonie en tant que Tchouïozy, acte inscrit dans le marbre le 3 décembre 2013, quand le gouvernement de la fédération de Russie, dans le décret no 1111, attribue le nom de Tchouïozy au village. La fondation du village est une exception en Sibérie, où les villages ont tendance à se dépeupler et disparaître les uns les autres.

## Géographie
Le village est situé à la confluence entre la rivière Katoun et la rivière Tchouïa (sur la rive droite), un sous-affluent de l'Ob. Le village culmine à 806 m. Tchouïozy est à 180 km de Gorno-Altaïsk et à 3 264 km de Moscou. Inya est le village le plus proche à 7,2 km.

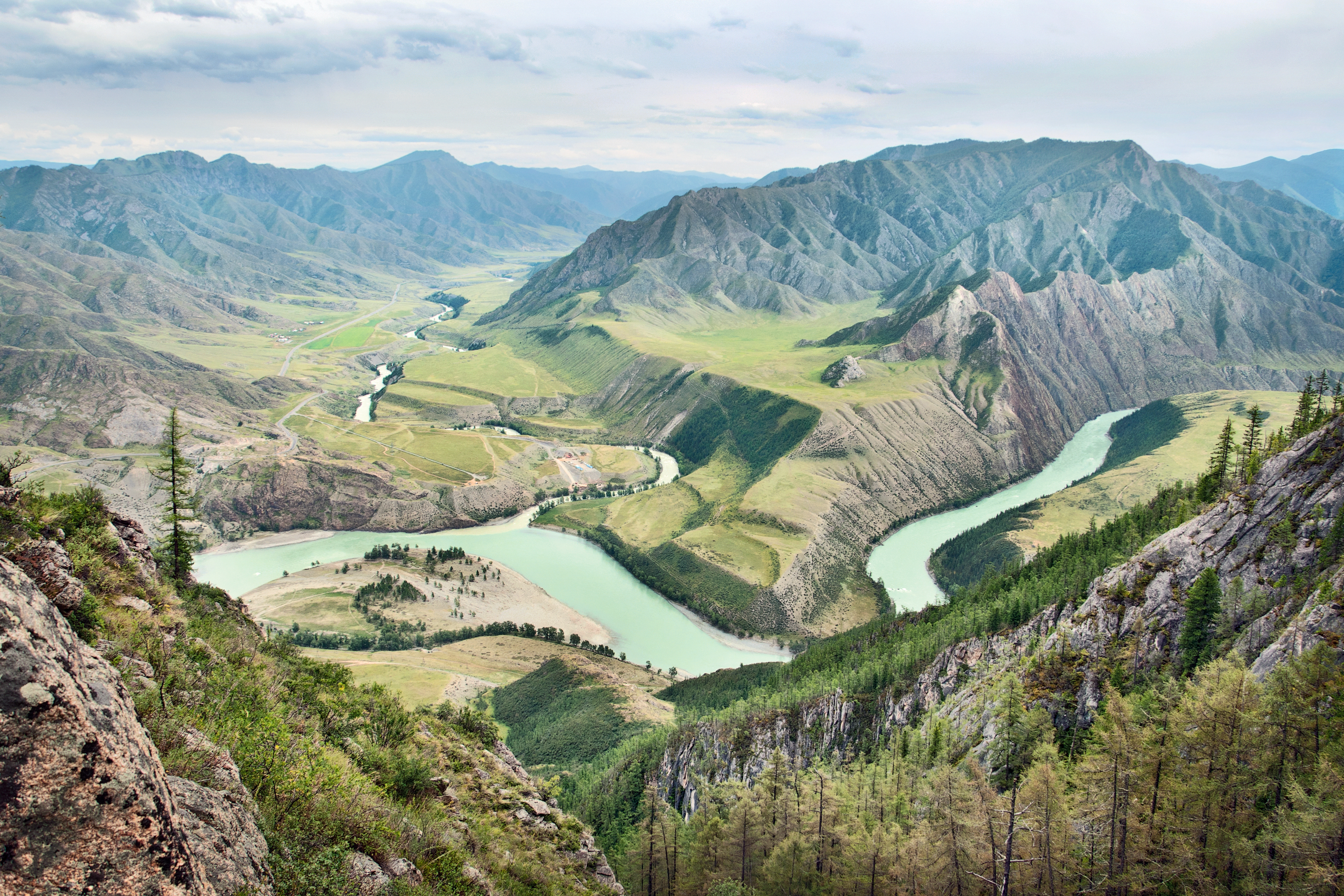
La rivière Tchouïa. Il est possible de distinguer les maisons du village en arrière-plan.

Le climat selon la classification de Köppen est dfc, c'est-à-dire un climat subarctique avec des étés courts et frais et des hivers longs et froids.

## Population et société

### Démographie
Estimations de la population :
| 2013 | 2014 | 2016 | - |
| ---- | ---- | ---- | - |
| 36   | 46   | 46   | - |

### Infrastructures et économie
Le village dispose d'un hôtel, de deux fermes mais aussi d'un musée d'histoire locale et d'un atelier de traitement des peaux d'animaux.
Le village est connecté au réseau routier russe via la R256, traversant le village, qui relie Novossibirsk à la frontière mongole. L'aéroport et la gare les plus proches sont tous les deux à Gorno-Altaïsk.

## Sites remarquables
- Kalbak-Tach I et II, sites archéologiques avec des ruines ainsi que de nombreux pétroglyphes datant de l'âge de bronze à 8 km à l'ouest du village[5],[6].
- Ruines de l'ancienne forteresse  Bitchiktou-Kaya, surplombant la rivière Katoun, qui a été construire entre le XVIIe et XVIIIe afin de contrôler les passages dans la vallée et de se défendre des incursions mongols, chinoises et kazakhes[7].

Vestiges archéologiques
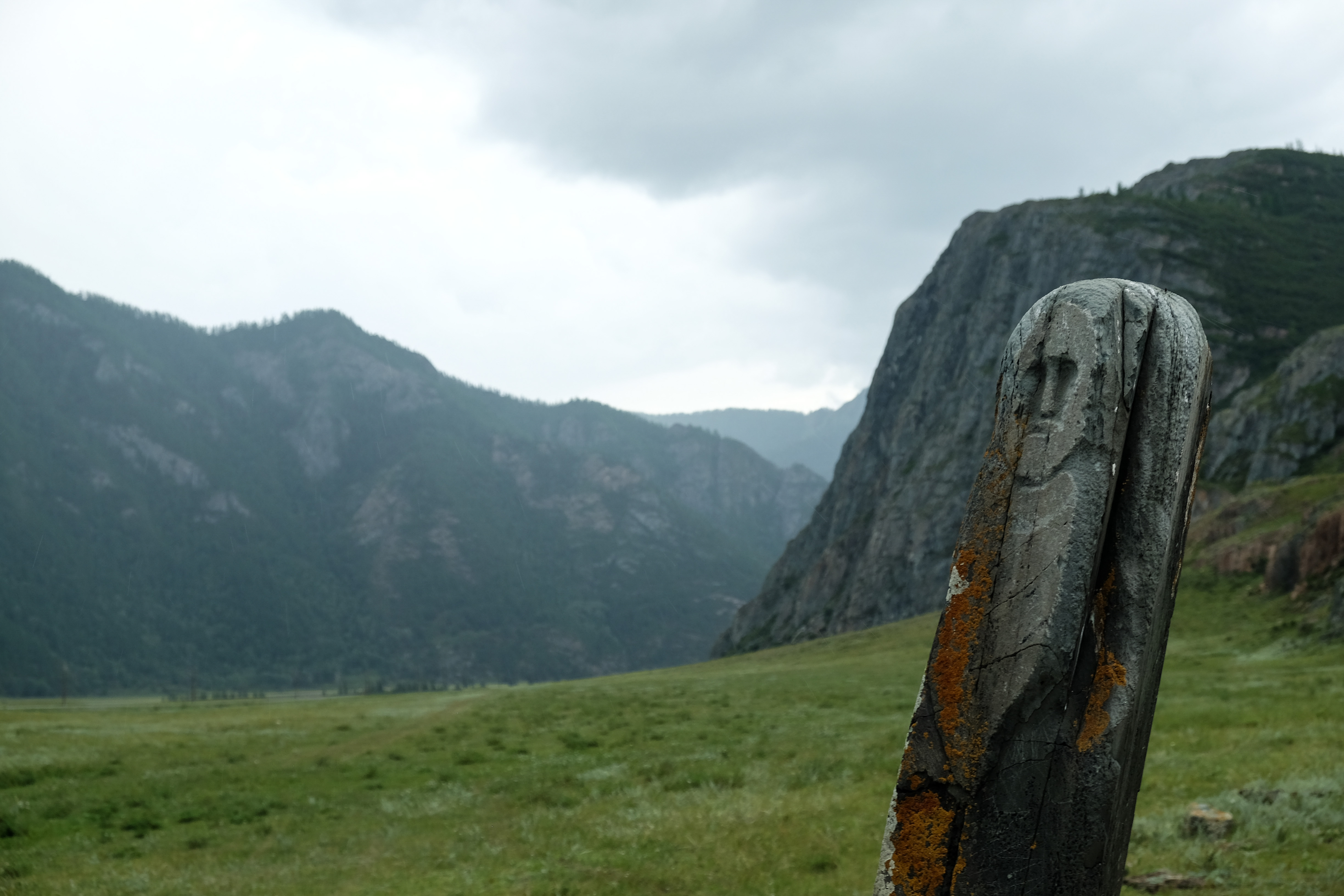
Une statue-menhir près du village.
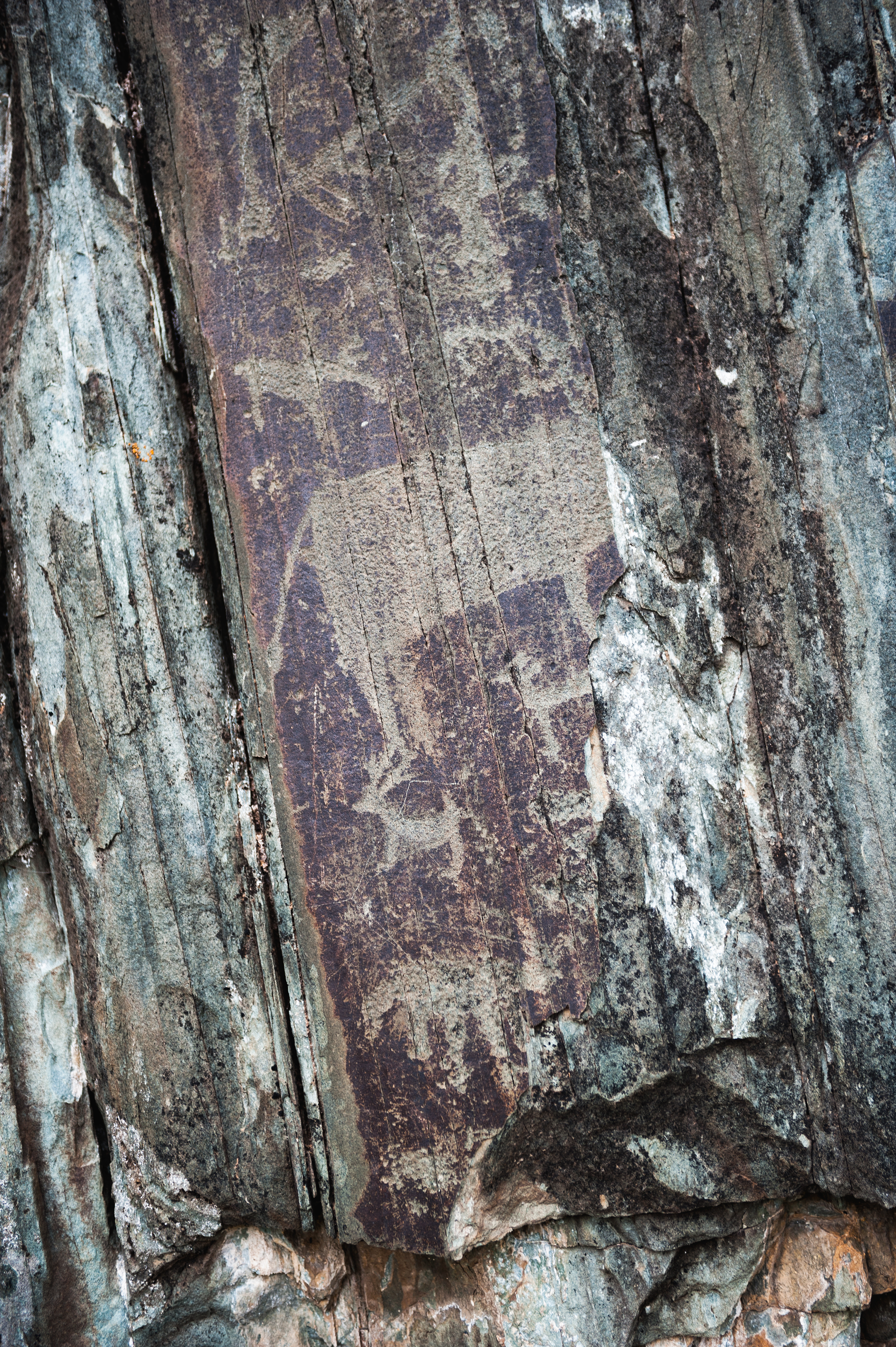
Pétroglyphes.
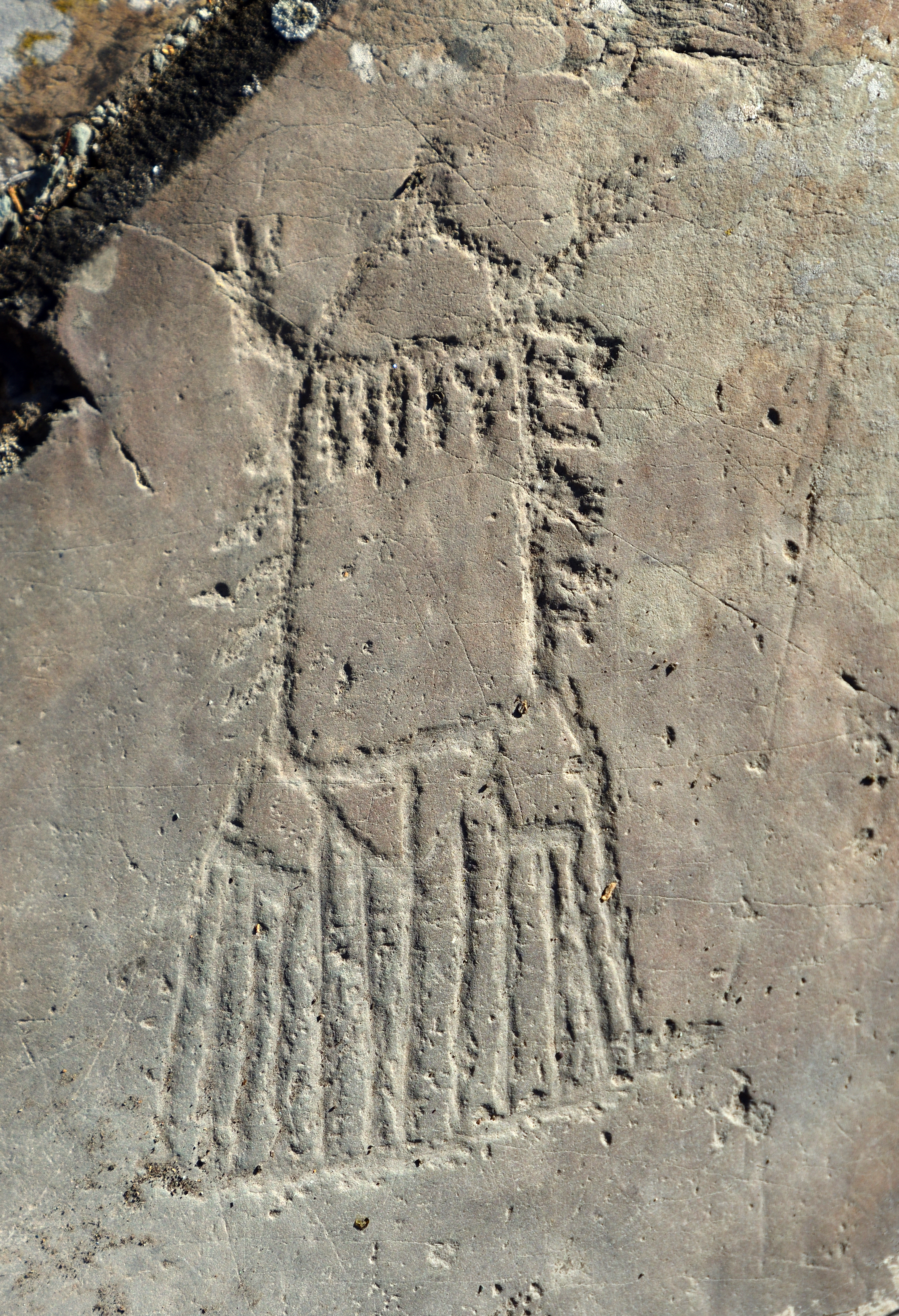
Pétroglyphe au Kalbak-Tach.